# Парламентские выборы в Лихтенштейне (1918)

Парламентские выборы в Лихтенштейне проходили 11 (1-й тур) и 18 (2-й тур) февраля 1918 года. Это были первые парламентские выборы, в которых участвовали политические партии. В связи с этим в этом году появились Христианско-социальная народная партия и Прогрессивная гражданская партия. В результате победила Прогрессивная гражданская партия, получившая 12 мест Ландтага.

## Избирательная система
К выборам 1918 года в избирательной системе была введена мажоритарная система, что привело к появлению политических партий. Страна была разделена на два избирательных округа: Верхний Лихтенштейн и Нижний Лихтенштейн. Верхний Лихтенштейн избирал 7 депутатов и 3 заместителя, а Нижний Лихтенштейн — 5 депутатов и 2 заместителя. Остальные три места Ландтага заполнялись по представлению князя Лихтенштейна.
Избиратели записывали столько кандидатов, сколько мест было указано в бюллетене. После все собирались на избирательных участках и каждый избиратель вызывался для регистрации своего бюллетеня. Если кандидатов, получивших более 50% голосов было меньше, чем мест, то проводился 2-й тур, в котором количество кандидатов было в 2 раза больше, чем количество незаполненных мест. Избирать могли только мужчины старше 24 лет.

## Результаты
| Партия                              | Партия                                 | Голосов | %    | Мест |
| ----------------------------------- | -------------------------------------- | ------- | ---- | ---- |
|                                     | Прогрессивная гражданская партия       |         |      | 7    |
|                                     | Христианско-социальная народная партия |         |      | 5    |
|                                     | Назначенные князем Лихтенштейна        | –       | –    | 3    |
| Всего                               | Всего                                  | 1 585   | 100  | 15   |
| Зарегистрированных избирателей/Явка | Зарегистрированных избирателей/Явка    | 1 755   | 90,6 | –    |
| Источник: Nohlen & Stöver           |                                        |         |      |      |